# Austrolimnophila subunicoides
Austrolimnophila subunicoides là một loài ruồi trong họ Limoniidae. Chúng phân bố ở miền Cổ bắc.